# Vencelj Perko
Vencelj Perko, slovenski politični delavec, * 21. september 1906, Jesenice, † 15. september 1991, Ljubljana.
Perko, izučen kovinar, je od 1921 delal v kovinski industriji, med drugim tudi v jeseniški železarni in bil glavni delavski zaupnik ter pobudnik in organizator stavk kovinarjev (1935) in gradbenih delavcev (1936). Od leta 1935 je bil član KPJ in na listi KP izvoljen za župana Javornik-Koroška Bela. Aprila 1937 je sodeloval na ustanovnem kongresu KPS in bil izvoljen v njen centralni komite. Maja 1941 ga je nemški okupator odpeljal v taborišče Kraut iz katerega je avgusta 1941 pobegnil in vstopil v Cankarjev bataljon, od konca 1941 pa je bil aktivist v novomeškem okrožju. Po koncu vojne je delal v državni upravi in gospodarstvu, med drugim je bil tudi direktor tovarn Teol in Lek v Ljubljani. Perko je nosilec Partizanska spomenica 1941. 